# 狩野秀治
狩野 秀治（かのう ひではる　生年不詳 - 天正12年（1584年）?）は、安土桃山時代の武将。上杉氏の家臣。通称は新介。号は彦伯。

## 生涯
越中国神保氏の旧臣・狩野秀基の子という。はじめ出雲の尼子勝久に仕えていたともいわれる。
天正初年頃から越後上杉氏に仕え、御館の乱で上杉景勝方に与して頭角を現し、天正9年以降景勝の内政外交全般の取次ぎ役を担当するなど重用され、直江兼続と2人の執政体制に入る。天正10年（1582年）12月晦日、讃岐守の官位を与えられた。
しかし病気がちであり、天正12年以降史料に見えないことから、この頃に病死したと思われる。